# Quiers-sur-Bézonde
Quiers-sur-Bézonde ist eine französische Gemeinde mit 1.165 Einwohnern (Stand: 1. Januar 2022) im Département Loiret in der Region Centre-Val de Loire. Sie ist Teil des Kantons Lorris im Arrondissement Montargis. Die Einwohner werden Quiersois genannt.

## Geographie
Quiers-sur-Bézonde liegt etwa 45 Kilometer ostnordöstlich von Orléans am Fluss Bezonde. Ganz im Süden des Gebietes verläuft auch das Flüsschen Motte Bucy. Umgeben wird Quiers-sur-Bézonde von den Nachbargemeinden Fréville-du-Gâtinais im Norden, Ouzouer-sous-Bellegarde und Bellegarde im Osten, Auvilliers-en-Gâtinais im Süden und Südosten, Beauchamps-sur-Huillard im Süden, Bellegarde mit einer Enklave im Südwesten, Nesploy im Westen sowie Montliard im Nordwesten.

## Bevölkerungsentwicklung
| 1962                       | 1968 | 1975 | 1982 | 1990 | 1999 | 2006 | 2018 |
| -------------------------- | ---- | ---- | ---- | ---- | ---- | ---- | ---- |
| 712                        | 704  | 783  | 814  | 898  | 973  | 1122 | 1145 |
| Quellen: Cassini und INSEE |      |      |      |      |      |      |      |

## Sehenswürdigkeiten

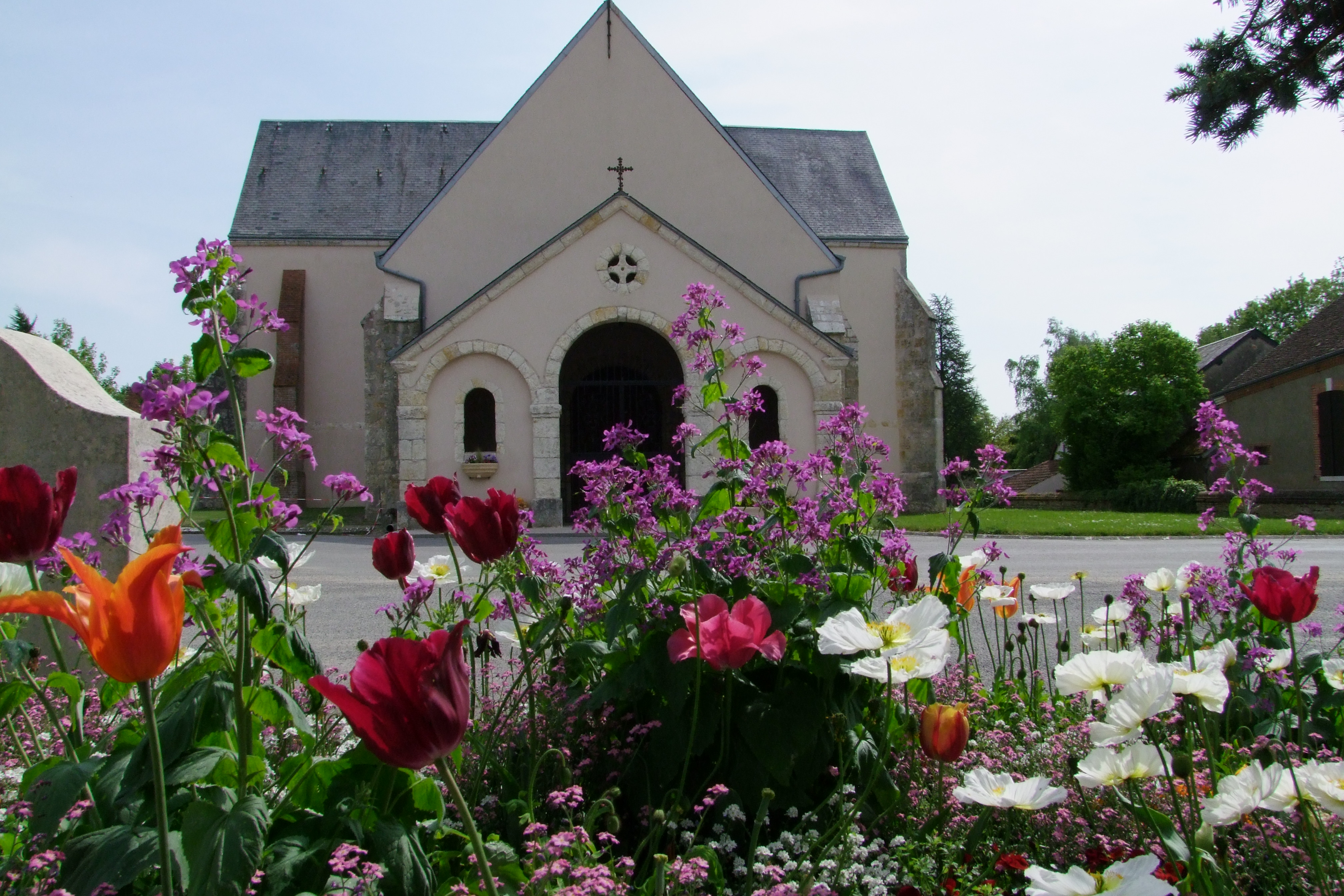
Kirche Saint-Pierre-ès-Liens

- Kirche Saint-Pierre-ès-Liens